# Gonolobus stenosepalus
Gonolobus stenosepalus är en oleanderväxtart som först beskrevs av Donn. Smith, och fick sitt nu gällande namn av R. E. Woodson. Gonolobus stenosepalus ingår i släktet Gonolobus och familjen oleanderväxter. Inga underarter finns listade i Catalogue of Life.